# サラゴサ王国

1080年頃のサラゴサ王国の版図

サラゴサ王国は、サラゴサを首都としたタイファ（1018年 - 1110年）。11世紀に後ウマイヤ朝が内乱で崩壊して成立した。最初はトゥジービー朝（1018年 - 1039年）が支配していたが、1039年にフード朝になる。この国は大変強盛であったがピレネー山脈のキリスト教国と隣接していた。最盛期には現在のアリカンテやタラゴナまで領土を広げた。アルハフェリア宮殿が建てられたのはこの頃である。しかし、1110年にムラービト朝に征服された。1118年にサラゴサはアラゴン王国のアルフォンソ1世に征服され、以降はアラゴン王国の首都となった。